# Montagne d’Ambre-Fettschwanzmaki
Der Montagne d’Ambre-Fettschwanzmaki (Cheirogaleus andysabini) ist eine Primatenart aus der Gruppe der Lemuren, die ausschließlich im Nationalpark Montagne d’Ambre und dessen unmittelbarer Umgebung in der Region Diana im Norden Madagaskars vorkommt. Sie war schon seit dem Jahr 2005 als eigenständige Form bekannt, wurde jedoch erst im Jahr 2015 beschrieben. Benannt ist die Art nach dem New Yorker Philanthropen Andy Sabin, der sich für den Artenschutz, speziell von Amphibien, Schildkröten und Primaten einsetzt und viele Projekte auf Madagaskar unterstützt hat. Englische Trivialnamen sind Andy Sabin’s dwarf lemur und Montagne d’Ambre dwarf lemur.

## Merkmale
Der Holotyp, ein ausgewachsenes Weibchen, hat eine Körperlänge von 18,2 cm, eine Schwanzlänge von 27 cm und ein Gewicht von 310 g. Damit ist der Montagne d’Ambre-Fettschwanzmaki etwas kleiner als der Rötliche Fettschwanzmaki (Cheirogaleus crossleyi), sein Hirnschädel ist höher. Kopf, Rücken und Gliedmaßen sind rötlichbraun gefärbt. Der Bauch und die Innenseiten von Armen und Beinen sind weiß. Der Augenring ist schwarzbraun, die Nase oberhalb des Nasenspiegels ist weißlich. Neben der Fellfarbe unterscheidet sich der Montagne d’Ambre-Fettschwanzmaki auch genetisch von seinen nächsten Verwandten. Der genetische Abstand zum Rötlichen Fettschwanzmaki und zum Lavasoa-Fettschwanzmaki (Cheirogaleus lavasoensis), ermittelt durch eine DNA-Analyse der Gene des Proteins Cytochrom b, beträgt 5,6 bis 8,1 %.

## Lebensraum und Gefährdung
Der Nationalpark Montagne d’Ambre ist bergig und durch tropische Regenwälder geprägt, während in der Umgebung laubabwerfende Trockenwälder wachsen. Die Berge sind vulkanischen Ursprungs. Cheirogaleus andysabini wurde bisher in Höhen von 541 bis 1073 Metern über dem Meeresspiegel beobachtet. Wie fast überall auf Madagaskar sind Regen- und Trockenwälder durch Brandrodung und Abholzungen für die Gewinnung von Holzkohle bedroht.